# Pratt & Whitney TF30
Il Pratt & Whitney TF30 era un motore militare turboventola originariamente disegnato dalla Pratt & Whitney per il subsonico Douglas F6D Missileer. Quando il progetto dell'F6D fu cancellato, il TF30 fu dotato di un postbruciatore e adattato a velivoli supersonici, diventando il primo motore turboventola con postbruciatore della storia.
Il TF30 volò per la prima volta nel 1964 e fu prodotto fino al 1986. Questo motore fu utilizzato inizialmente dall'F-111, e successivamente scelto per alimentare anche l'F-14A e alcune versioni del subsonico A-7 Corsair II (tuttavia in una variante priva di postbruciatore).
Prima dell'introduzione dell'innovativo TF30, i jet supersonici erano tutti alimentati da motori turbogetto con postbruciatore. In un turbogetto l'intero volume di aria aspirato dalle prese dinamiche attraversa tutti gli stadi del motore, mentre in un turboventola una percentuale dell'aria raccolta scorre all'esterno di gran parte del motore. I propulsori turboventola offrono in questo modo consumi notevolmente ridotti e un'efficienza di gran lunga superiore a quelli di un turbogetto.

## F-111
L'F-111A/E era alimentato da 2 turboventole TF30-P103 (versione conosciuta anche come P-3). Gli F-111 soffrivano di problemi alle prese dinamiche che disturbavano il flusso d'aria ai motori causando frequentemente stalli e pompaggi del compressore. I piloti e gli ingegneri della NASA analizzarono a fondo le dinamiche delle prese d'aria nel tentativo di comprendere le cause delle critiche fluttuazioni di pressione. Solo dopo molti studi, condotti non solo dalla NASA ma anche dall'United States Air Force e dalla General Dynamics, la maggior parte dei problemi furono risolti grazie a una sostanziale riprogettazione delle prese d'aria. La versione D degli F-111 fu anche equipaggiata con i TF30-P-9 (111.6 kN di spinta), successivamente sostituiti nella versione F con i più potenti TF30-P-100 (fino a 111.6 kN di spinta). Grazie ai TF30, e alle sue ali a geometria variabile, l'F-111 aveva un'autonomia e una capacità di carico molto elevata.

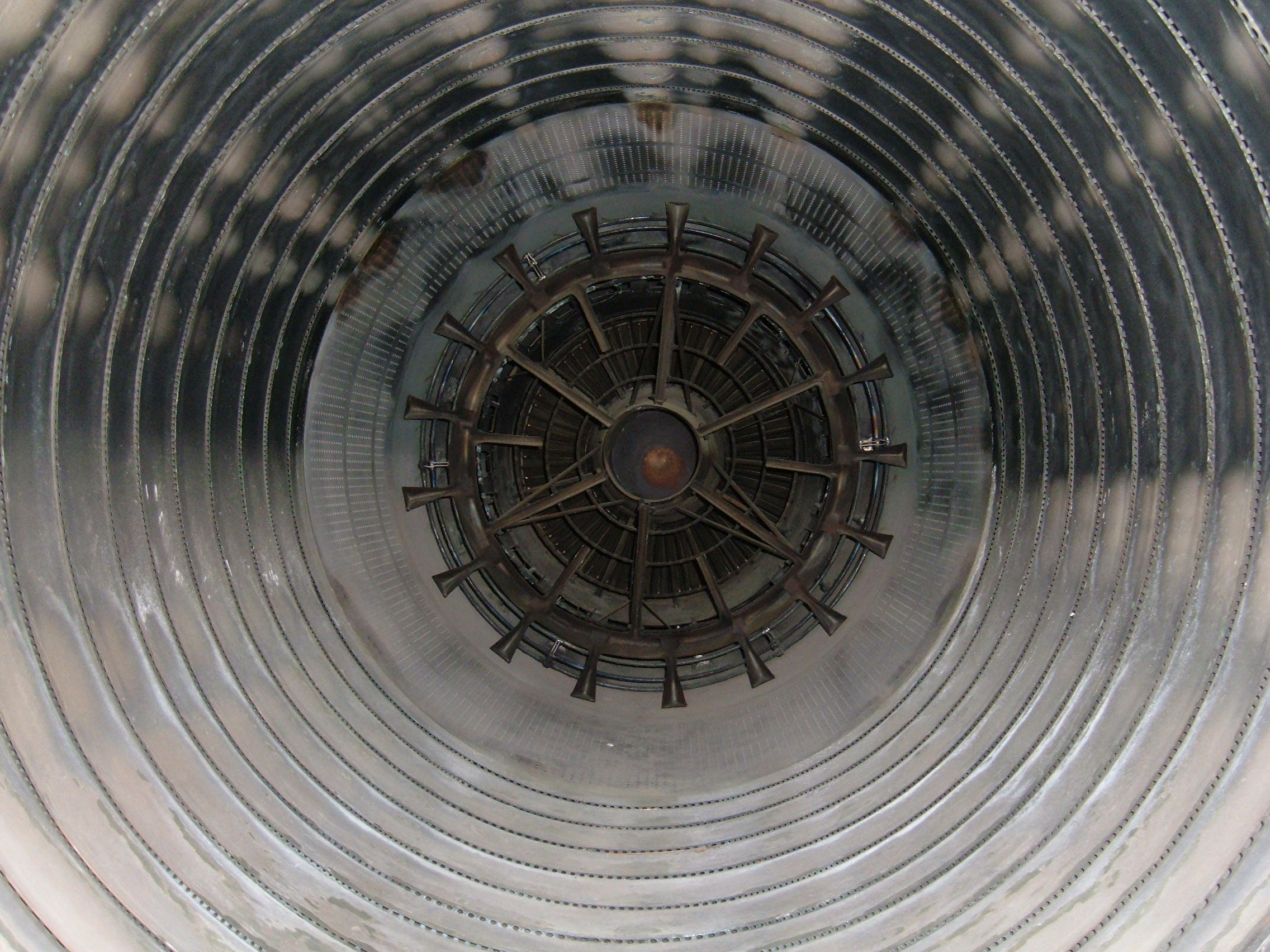
Il postbruciatore del TF30 montato a bordo di un F-14.

## F-14A
L'F-14 Tomcat entrò in servizio nel 1974 con un nuovo TF30: il TF30-P-412 capace di 93 kN di spinta massima. Questa versione era sostanzialmente identica al TF30-P-12 che era stato proposto per il progetto, poi cancellato in favore dell'F-14, dell'F-111B. Nonostante le superiori capacità del nuovo modello di motore e le intenzioni della United States Navy (USN) di dotare il velivolo di un rapporto potenza peso superiore o uguale a uno (lo stesso obiettivo scelto dall'US Air Force con l'F-15 Eagle e l'F-16 Fighting Falcon) l'F14A era dotato di una potenza decisamente inferiore a quella per cui era stato disegnato. Il suo rapporto potenza-peso infatti era simile a quello dell'obsoleto F-4 Phantom II, anche se le ali variabili e la larga fusoliera fornivano all'F14A caratteristiche di portanza e velocità variometrica superiori all'F-4. Inoltre la marina si rese velocemente conto che il TF30 non era all'altezza del combattimento aereo, le cui richieste in termini di aggressive modifiche della manetta e di condizioni di elevato angolo d'attacco, causavano pericolosi stalli del compressore. Inoltre le pale della ventola si dimostrarono molto fragili, e in diverse occasioni si staccarono completamente dall'albero di trasmissione causando la perdita di alcuni velivoli.
Il primo tentativo di risolvere i problemi avvenne a partire dal blocco di produzione di F-14 numero 65, quando si iniziò a montare la variante TF30-P-412A, ma soltanto nel gennaio 1977, sugli F-14 del blocco 95, i TF30 ricevettero un aggiornamento significativo con il TF30-P-414. Questo modello, su cui la P&W lavorava dal 1969, risolveva i problemi di perdita di pale della ventola, con alcune modifiche alla ventola stessa e un rivestimento rinforzato in acciaio per limitare gli eventuali danni. Inoltre utilizzava una nuova lega di titanio per gli stadi del compressore e aveva una vita operativa di 2400 ore. Tutti gli F-14 fino ad allora prodotti furono aggiornati con i nuovi motori e nel 1979 il Tomcat volò per l'ultima volta con i 412A. L'ultimo aggiornamento, il TF30-P-414A, avviene nell'ottobre 1982: 269 motori vengono acquistati nuovi, mentre 929 TF30-P-414 vengono convertiti a questa nuova versione tra l'83 e l'87. Questo modello migliorava l'affidabilità ma non risolveva completamente i problemi di stallo del compressore che continuava ad affliggere gli F-14
Nel 1995 la USN dichiarò che nei 21 anni trascorsi dall'entrata in servizio dell'F-14A il velivolo era stato coinvolto in 34 incidenti di classe A (perdita dell'aereo e/o morte dell'equipaggio) imputabili ai TF30, causando la morte di 5 aviatori (Il numero di vittime sale a 15 se si considerano anche le perdite di F-14A le cui cause non sono state accertate). Tra il 1985 e il 1995 su 52 incidenti di F-14A ben 12 (il 23%) furono causati dai TF30. Il 25 ottobre 1994 Kara Hultgreen, la prima donna a qualificarsi come pilota di F-14A, morì quando il motore sinistro del suo caccia subì uno stallo del compressore durante un atterraggio a bordo dell'USS Abraham Lincoln (CVN-72), e l'aereo si rovesciò.

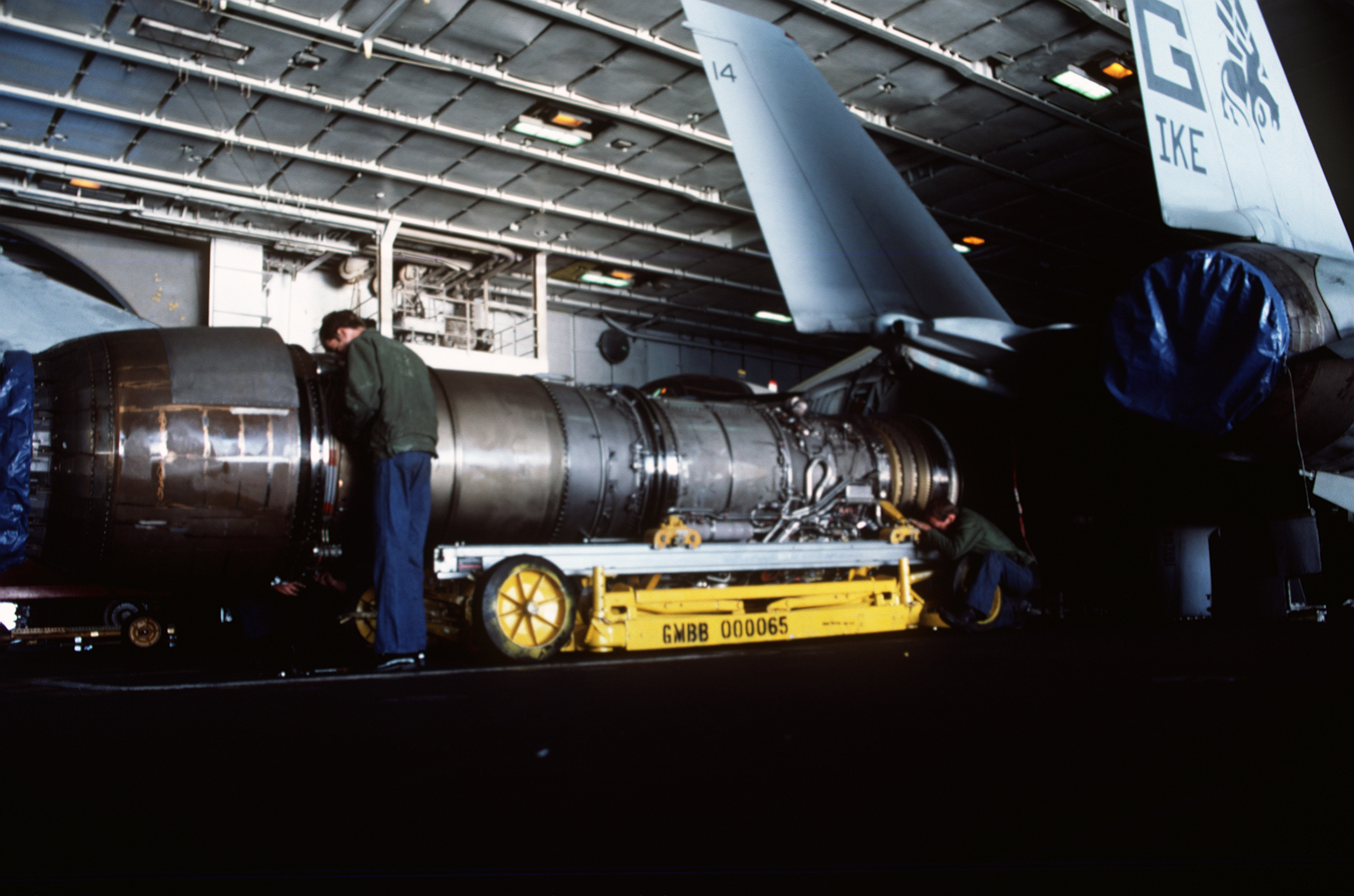
Un TF30-P-412A viene preparato per l'installazione su di un F-14 a bordo di una portaerei.

I problemi degli F-14A con il TF30 si erano manifestati anche durante il servizio degli F-111 ma non in maniera così evidente. Questo perché l'F-111 era pensato come aereo da attacco al suolo, ruolo caratterizzato da fasi "discrete" e ben distinte, che richiedono al pilota di modificare la manetta in corrispondenza di un cambiamento di situazione ma che non necessita di aggiustamenti frequenti.
Nel marzo del 1987 gli F-14A Plus (successivamente rinominati F-14B nel '91) furono equipaggiati con i nuovi F110-GE-400. Questi motori risolvevano i problemi di affidabilità e fornivano quasi il 30% in più di spinta garantendo un rapporto potenza-peso superiore all'1:1. Dei 545 F-14A americani costruiti, 48 furono aggiornati alla versione B e 18 alla versione D (anch'essa dotata di F110-GE), ma la maggior parte degli F-14A restarono in servizio fino al ritiro degli F-14 nel 2006, ancora equipaggiati con i TF30. Per migliorare la sicurezza di questi velivoli i TF30 furono equipaggiati, nel novembre del 1996, con alcuni sensori capaci di avvertire il pilota nel caso in cui la pressione delle prese d'aria dovesse aumentare improvvisamente permettendogli di agire per tempo ed evitare un collasso del motore.

## Versioni
(fonte)
TF30-P-1
Utilizzato dall'F-111A.
TF30-P-2
Versione proposta per il Douglas F6D Missileer e poi abbandonata in seguito all'annullamento del programma. 45.5 kN di spinta.
TF30-P-3
Capace di 47.8 kN (10,750 lb) di spinta (con postbruciatore). Installato sull'F-111A/D/E.
TF30-P-5
Adottato sui primi 67 A-7Es.
TF30-P-6
50.5 kN (11,353 lb) di spinta. Installato sugli A-7A.
TF30-P-7
Usato dagli FB-111A.
TF30-P-8
54.2 kN (12,185 lb). Installato sugli A-7B.
TF30-P-9
93 kN (20,907 lb). Usato dagli F-111D/E.
TF30-P-12
Proposto per l'F-111B, 98.8 kN (22,000 lb) di spinta.
TF30-P-18
Proposto per l'A-7F, 88.7 kN (15,000 lb) di spinta.
TF30-P-100
111.6 kN (25,100 lb) di spinta (con postbruciatore). Installati sugli F-111F e nel 1985-86, sostituiti dai TF30-P-111.
TF30-P-103
80.1 kN (18,000 lb) di spinta. Per gli F-111C della Royal Australian Air Force.
TF30-P-107
88.9 kN (19,980 lb) spinta. Per gli F-111C della Royal Australian Air Force. Diversa presa d'aria e forma della fusoliera rispetto ai P-103 degli F-111C.
TF30-P-108
Per gli F-111C della Royal Australian Air Force
TF30-P-109
Installati sugli F-111C/G. Prestazioni quasi identiche ai TF30−P−414 degli F-14A.
TF30-P-408
59.6 kN (13,400 lb) spinta. Per gli A-7B/CE, A-7P, EA-7L e TA-7C/P.
TF30-P-412
93 kN (20,900 lb) spinta. Usati dagli F-14A. Sottovariante: TF30-P-412A.
TF30-P-414
Usati dagli F-14A. Sottovariante: TF30-P-414A.

## Galleria d'immagini

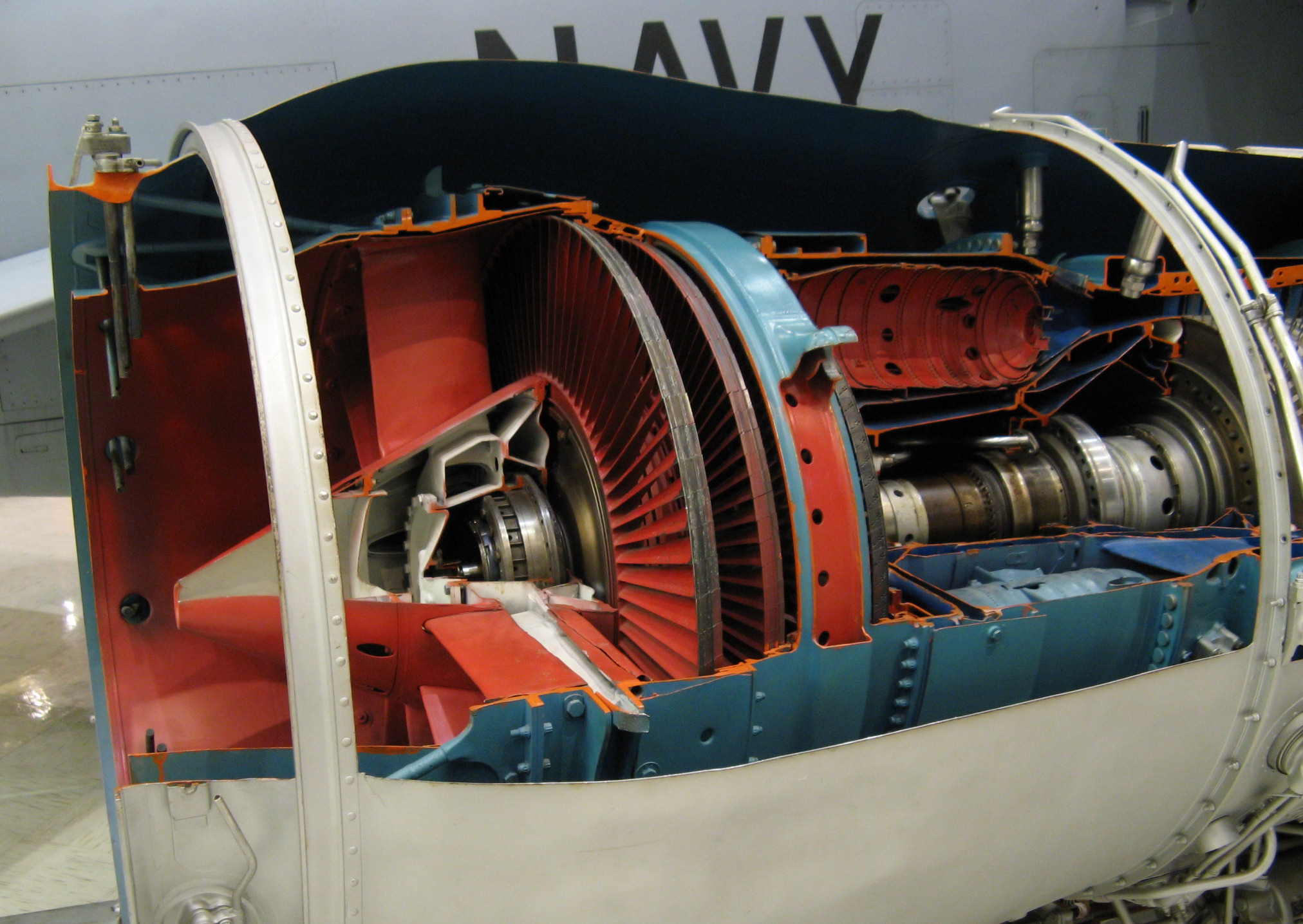
Dettaglio delle camere di combustione e della turbina.
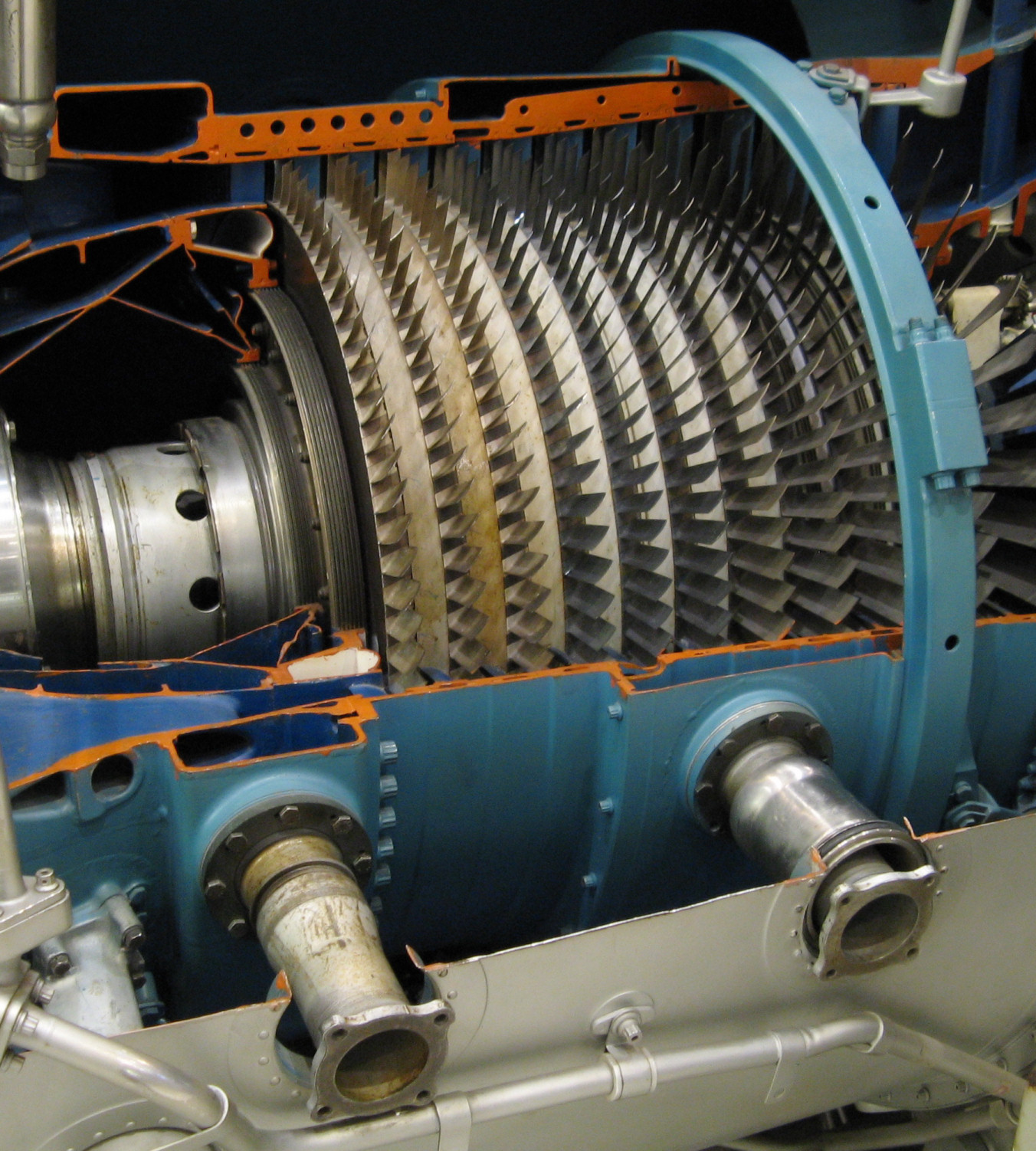
Dettaglio del compressore ad alta pressione.
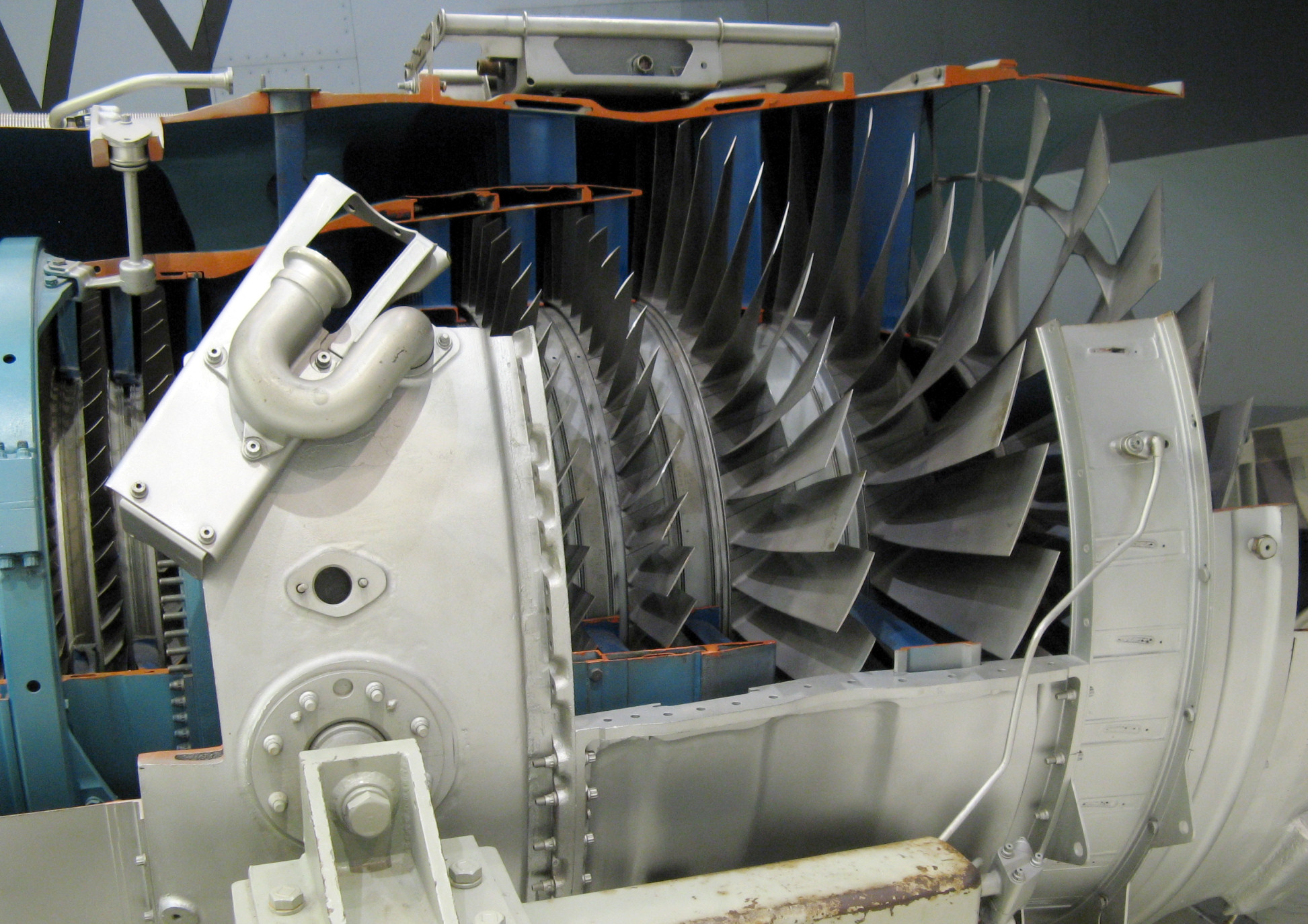
Dettaglio del compressore.
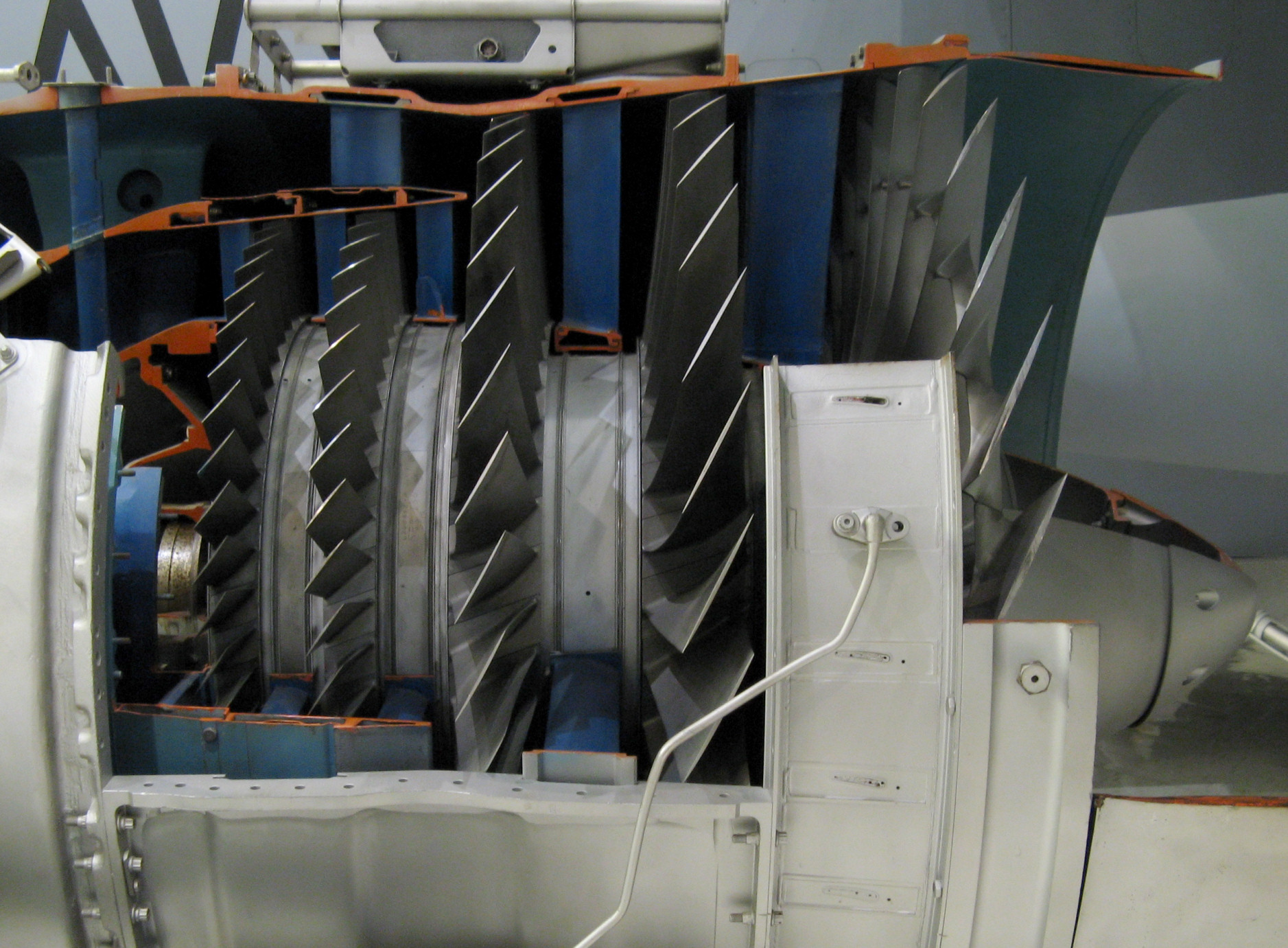
Dettaglio del compressore a bassa pressione e della ventola.
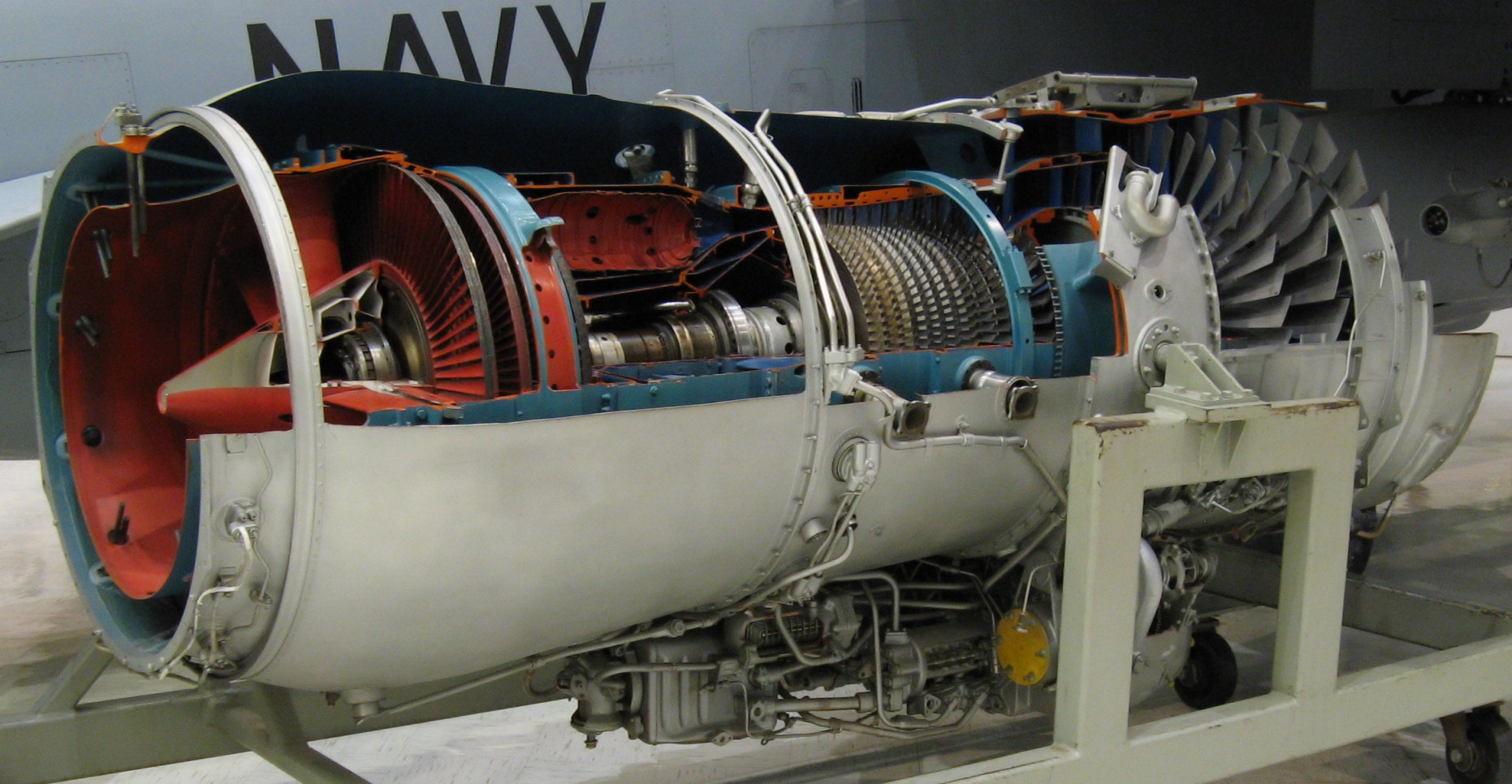
Spaccato di un TF30-P-6